# Hey, I'm Just Like You
Hey, I'm Just Like You är det nionde studioalbumet av den kanadensiska popduon Tegan and Sara, utgivet den 27 september 2019 på Sire Records. Albumet innehåller nyinspelade versioner av outgivna demolåtar som duon spelade in som tonåringar och markerar till viss del en återgång till deras tidigare rockinfluerade sound. Det är producerat av den australienska producenten och låtskrivaren Alex Hope.
Första singeln från albumet, "I'll Be Back Someday", släpptes den 25 juli 2019.

## Låtlista
Alla låtar skrivna av Tegan Quin och Sara Quin, där inget annat anges.
| Nr           | Titel                                             | Kompositör                                | Längd |
| ------------ | ------------------------------------------------- | ----------------------------------------- | ----- |
| 1.           | Hold My Breath Until I Die                        | Tegan Quin, Sara Quin, Alexandra Robotham | 3:42  |
| 2.           | Hey, I'm Just Like You                            |                                           | 3:08  |
| 3.           | I'll Be Back Someday                              |                                           | 3:12  |
| 4.           | Don't Believe the Things They Tell You (They Lie) | T. Quin, S. Quin, Robotham                | 3:05  |
| 5.           | Hello, I'm Right Here                             | T. Quin, S. Quin, Robotham                | 3:07  |
| 6.           | I Don't Owe You Anything                          |                                           | 3:24  |
| 7.           | I Know I'm Not the Only One                       | T. Quin, S. Quin, Robotham                | 3:00  |
| 8.           | Please Help Me                                    |                                           | 3:10  |
| 9.           | Keep Them Close 'Cause They Will Fuck You Too     | T. Quin, S. Quin, Robotham                | 3:14  |
| 10.          | We Don't Have Fun When We're Together Anymore     | T. Quin, S. Quin, Robotham                | 3:17  |
| 11.          | You Go Away and I Don't Mind                      |                                           | 2:53  |
| 12.          | All I Have to Give the World Is Me                |                                           | 2:54  |
| Total längd: | Total längd:                                      | Total längd:                              | 38:08 |

## Medverkande
- Beatriz Artola — ljudmix
- Carla Azar — trummor
- Trevor Brady — fotografi
- Mackenzie Bromstad — cello
- Rachael Findlen — ljudtekniker
- Rani Hancock — A&R
- Catherine Hiltz — bas
- Alex Hope — kompositör, akustisk gitarr, elgitarr, keyboard, piano, producent, programmering, synthesizer, bakgrundssång
- Annie Kennedy — assisterande ljudtekniker
- Emily Lazar — mastering
- Sara Quin — kompositör, klockspel, akustisk gitarr, elgitarr, sång, bakgrundssång
- Tegan Quin — kompositör, elgitarr, sång, bakgrundssång
- Emy Storey — omslagsdesign

Medverkande är hämtade från Allmusic.

## Listplaceringar
| Lista (2016)                   | Högsta position |
| ------------------------------ | --------------- |
| Australien (ARIA Charts)       | 21              |
| Kanada (Canadian Albums Chart) | 43              |
| USA Billboard 200              | 154             |